# West Kelowna-Peachland (circonscription britanno-colombienne)
Pour les articles homonymes, voir Peachland.
Circonscription électorale provinciale du Canada
West Kelowna-Peachland est une circonscription provinciale de la Colombie-Britannique représentée à l'Assemblée législative de la Colombie-Britannique depuis 2024.

## Géographie
En 2024, la circonscription comprend les parties du district régional de Central Okanagan sur la rive ouest du lac Okanagan et prenant son nom des municipalités de West Kelowna et Peachland.

## Liste des députés
| Législature                                                                              | Années                                                                                   | Député                                                                                   | Député                                                                                   | Parti                                                                                    |
| West Kelowna-Peachland Circonscription issue de Kelowna West, Penticton et Fraser-Nicola | West Kelowna-Peachland Circonscription issue de Kelowna West, Penticton et Fraser-Nicola | West Kelowna-Peachland Circonscription issue de Kelowna West, Penticton et Fraser-Nicola | West Kelowna-Peachland Circonscription issue de Kelowna West, Penticton et Fraser-Nicola | West Kelowna-Peachland Circonscription issue de Kelowna West, Penticton et Fraser-Nicola |
| ---------------------------------------------------------------------------------------- | ---------------------------------------------------------------------------------------- | ---------------------------------------------------------------------------------------- | ---------------------------------------------------------------------------------------- | ---------------------------------------------------------------------------------------- |
| 43e                                                                                      | 2024–en cours                                                                            |                                                                                          | Macklin McCall (en)                                                                      | Conservateur                                                                             |